# Anthothoe chilensis
Anthothoe chilensis – gatunek koralowca z rodziny Sagartiidae.
Ukwiał niewielkich rozmiarów o średnicy do 20 mm.
Występuje u wybrzeży Afryki na terenie RPA.